# Tipula zangherii
Tipula zangherii är en tvåvingeart som beskrevs av Paul Lackschewitz 1932. Tipula zangherii ingår i släktet Tipula och familjen storharkrankar. Inga underarter finns listade i Catalogue of Life.